# Osenbach
Osenbach é uma comuna francesa na região administrativa de Grande Leste, no departamento Alto Reno. Estende-se por uma área de 5,59 km². Em 2010 a comuna tinha 898 habitantes (densidade: 160,6 hab./km²).